# Fuerzas Armadas Revolucionarias de Colombia
Las Fuerzas Armadas Revolucionarias de Colombia-Ejército del Pueblo (FARC-EP) fueron una organización guerrillera insurgente colombiana de extrema izquierda, basada en la ideología y los principios del marxismo-leninismo, y del bolivarianismo.
La organización fue designada como terrorista por los Estados Unidos (hasta 2021), la Unión Europea (hasta 2017), Perú, Chile, Canadá, Nueva Zelanda, y Colombia (hasta su desmovilización). Fundadas y activas en el Conflicto armado interno de Colombia desde 1964 hasta 2016 cuando se desmovilizan por los Acuerdos de paz y en 2017 conforman el partido Fuerza Alternativa Revolucionaria del Común. Según el Centro Nacional de Memoria Histórica de los 262 197 muertos en Colombia por el conflicto armado interno entre 1958 y 2018 a las FARC-EP y otros grupos guerrilleros se les atribuye 35 683 muertos, en contraste con los grupos paramilitares, a quienes se les atribuye 94 754 asesinatos. La Comisión Andina de Juristas ha estimado que las guerrillas son responsable del 20% de los asesinatos políticos, y las fuerzas de seguridad y los grupos paramilitares de más del 70%. Las FARC-EP violaron los Derechos humanos en Colombia con uso de minas antipersona, armas no convencionales (cilindros y artefactos bomba), ejecutando masacres, tomas guerrilleras, atentados terroristas, asesinatos, secuestros con fines políticos o extorsivos y desplazamiento forzado. A partir de 1980 se involucran en el narcotráfico y se financiaron también con minería ilegal, extorsión, robo de petróleo y contrabando.
Inicialmente estuvieron bajo el mando de Pedro Antonio Marín (conocido por los alias de Manuel Marulanda Vélez o Tirofijo) desde su fundación en 1964 hasta su fallecimiento en marzo de 2008 por causas naturales. Sucedido por Guillermo León Sáenz alias Alfonso Cano, hasta que fue abatido por el Ejército Nacional el 4 de noviembre de 2011, durante la Operación Odiseo. El 15 de noviembre, asume como comandante Rodrigo Londoño Echeverri, alias Timochenko o Timoleón Jiménez, quien las dirigió hasta el 26 de septiembre de 2016 cuando se firmaron los Acuerdos de paz entre el gobierno colombiano y las FARC-EP. El 24 de agosto de 2016 finalizaron las negociaciones de los acuerdos en La Habana, que buscaban terminar el conflicto de esta guerrilla con el Estado colombiano. Se firmó el acuerdo definitivo y ambas partes ordenaron el cese al fuego definitivo a partir de las 00:00 del 29 de agosto. El texto del acuerdo definitivo se publicó en Internet. El 23 de septiembre, después de terminar la Décima Conferencia Guerrillera (máxima instancia de este grupo subversivo), todos los frentes y bloques de la organización aceptaron acatar los acuerdos firmados en La Habana, además de la entrega de su armamento a la ONU y su posterior desmovilización y reincorporación a la vida civil, con excepción de una facción del Frente 1, que manifestó seguir en armas. Estos acuerdos habían de ser ratificados por el pueblo colombiano mediante un plebiscito que se celebró el 2 de octubre de 2016, el cual les habría brindado garantías para que abandonaran de manera definitiva la lucha insurgente y se convirtieran en un movimiento político. El resultado del plebiscito fue una ajustada victoria del No. Los acuerdos se renegociaron con base en los anteriores, añadiendo algunas objeciones de quienes apoyaron el No. Pero en esta segunda ocasión se buscó la aprobación del congreso, evitando un nuevo referéndum. Estos nuevos acuerdos se firmaron el 24 de noviembre de 2016, en el Teatro Colón de Bogotá (por eso estos acuerdos se conocen también como los Acuerdos del Teatro Colón) y enviados al Congreso de la República para su estudio, ratificación e implementación. Con esta ratificación e implementación en el Congreso, comenzó formalmente el proceso de desmovilización de insurgentes y de entrega de las armas a la ONU en un lapso de 180 días, desde el 1 de diciembre de 2016. La entrega de armas culminó el 14 de agosto de 2017, mes y medio después del plazo establecido en los acuerdos. El 28 de agosto de 2017 se celebró en Bogotá el congreso fundacional del nuevo partido que mantenía las siglas FARC pero con el significado Fuerza Alternativa Revolucionaria del Común. En 2021 el partido pasa a denominarse como Comunes.

## Historia de las FARC-EP

### Antecedentes
Los antecedentes aparecen en el periodo de la violencia con la aparición de autodefensas armadas comunistas o guerrillas comunistas en el sur del Tolima. El antecedente político se encuentra en el Partido Comunista Colombiano en su Sexto Congreso inicia la orientación de la autodefensa en 1949. Las Ligas Campesinas de los comunistas en Chaparral (Tolima) crearon las estructuras de autodefensa. Cuando el gobierno buscó controlar estas bandas armadas imposibilitando su acción, las Direcciones de los grupos de autodefensa comunista de Irco, Horizonte y Chicalá deciden, a finales de 1950, organizar lo que denominaron Columna de Marcha o Columna Guerrillera, una estructura de combatientes y sus familias, durante 3 meses. Los comunistas reciben la propuesta de las guerrillas liberales de Gerardo Loaiza y Leopoldo García para que una comisión de los comunistas viaje hasta su comando para que enseñen algunos métodos de acción y organización.
Los comunistas que se unieron fueron Marco Aurelio Restrepo (fundador del Partido Comunista en Chaparral), Pedro Pablo Rumique 'Teniente Canario', los hermanos Bermúdez (Andrés Bermúdez 'Llanero'), los hermanos Valbuena, entre otros. En la región de la Quebrada de la Lindosa se encontraron comunistas y liberales en una asamblea donde crean un Estado Mayor Unificado en el Tolima que se integraría con ocho comunistas y siete liberales, para comandar las misiones conjuntas y destacamentos en Rioblanco (Tolima). Entre los liberales que integraban la Dirección estaban Gerardo Loaiza, sus cuatro hijos y Leopoldo García. Entre los comunistas estaban  Jorge Hernández Barrios 'Olimpo', Manjarrés, Rumique, Raúl Valbuena 'Baltazar', José Alfonso Castañeda 'Richard' y Peñuela. Establecieron su campamento bajo el nombre del Comando Davis, "Aquí se establece la sede central de toda una cadena de destacamentos. Fue durante algún tiempo el cuartel general de las guerrillas, unidas bajo el mando del Estado Mayor Unificado" Manuel Marulanda. A la región comunista llegaría Isauro Yosa, que se incorporaría al Estado Mayor. Los liberales establecen su Comando Principal, en La Ocasión. Los comunistas constituyen nueve comandos para moverse hacia Chaparral (Tolima), Riogrande (Huila) y en tierras indígenas del Cauca, presentando combates y escaramuzas con comandantes como Richard, Baltazar, Gratiniano Rocha (Ave Negra), Jorge Peñuela, José Enoch Leal (Diamante), Jacobo Prías Alape Charro Negro, Ciro Trujillo, Pedro Antonio Marín, alias Manuel Marulanda Vélez o Tirofijo, pariente de los Loaiza y miembro de las guerrillas liberales.
El liberal Gerardo Loaiza siguiendo órdenes de la Dirección Liberal Departamental, convoca una asamblea en la que se votó por la disolución de la alianza. Después se ocasionarían enfrentamientos. En 1952, promovida por el Partido Comunista Colombiano, se celebra la Conferencia Guerrillera Nacional en  Viotá (Cundinamarca). Además de los comunistas, asistieron guerrilleros liberales de Antioquia y Santander, y otros grupos liberales y comunistas de Cundinamarca y oriente del Tolima, sin contar con los delegados del comando de La Ocasión. El combate de comunistas contra los liberales continúa, con breves lapsos donde se da la tregua y se combate al gobierno. Dos hijos de Loaiza mueren en un ataque al Davis, que posteriormente sería disuelto. Tras el golpe de Estado de 1953, el inicio el gobierno de Gustavo Rojas Pinilla que buscó terminar la época de violencia. Por medio de las amnistías, cerca de 5000 guerrilleros dejaron las armas. Varios de los grupos comunistas que seguían en armas se concentraron en Sumapaz donde, según su versión de los hechos, fueron atacados por Fuerzas Militares que usaron helicópteros y Napalm provisto por el gobierno de los Estados Unidos. En 1958 liberales y conservadores llegan a un acuerdo de reparto del poder con la intención de frenar la violencia bipartidista y se crea el Frente Nacional, en el contexto de la Guerra Fría. El conflicto se reactivó en el sur de Tolima, donde antiguos guerrilleros liberales y terratenientes locales, empezaron a hostigar a los comunistas, dando muerte a cabecillas amnistiados o inactivos. El 11 de enero de 1960 asesinado el líder comunista Jacobo Prías Alape ‘Charro Negro’ quien había sido beneficiado por la  la amnistía de Rojas Pinilla (Considerado el inicio del Conflicto armado interno en Colombia). En junio de 1961 el IX Congreso del Partido Comunista, se aprobó la tesis de combinar todas las formas de lucha. El senador conservador Álvaro Gómez denuncia en el Congreso de la República la existencia de “Repúblicas Independientes” en Colombia el 25 de octubre de 1961. En enero de 1962, combates enfrentaron a las Autodefensas Campesinas de Tirofijo con el Ejército Nacional en Marquetalia, sur del Tolima.

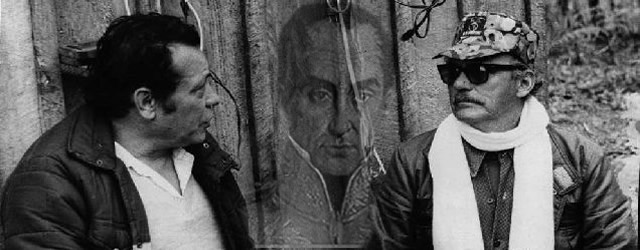
Manuel Marulanda y Jacobo Arenas, Fundadores y comandantes de las FARC-EP

### Fundación de las FARC-EP y periodo 1964-1974
Tras el asesinato de Charro Negro, Manuel Marulanda Vélez alias Tirofijo, quien había sido objeto de amnistía y trabajaba como supervisor de obras, regresará a las montañas alzado en armas junto con algunos liberales radicales para constituir la República de Marquetalia en Planadas (Tolima). En mayo de 1964, el presidente Guillermo León Valencia decidió atacar la llamada "República de Marquetalia", donde estaba asentado un grupo de liberales y comunistas de origen campesino, y la autoridad de estado fue anulada por estas autodefensas campesinas. Este operativo se denominó como la Operación Soberanía. Otras zonas del país "liberadas" por los subversivos entre 1960 y 1964 fueron El Pato (Caquetá), Riochiquito (Cauca), Guayabero y el sudoeste de Tolima. En 1964 luego de la Operación Soberanía presentan el Programa Agrario de los guerrilleros donde proponen una Reforma Agraria Revolucionaria y un Frente Único del Pueblo. El 20 de mayo de 1964 durante el desarrollo de la Operación Soberanía, Manuel Marulanda y aproximadamente 300 personas envían una carta al entonces presidente Guillermo León Valencia, exigiendo el retiro de las tropas de Marquetalia y pidiendo la construcción de vías, centros de salud y escuelas, devolución de bienes y juicios públicos a los militares. La carta nunca fue respondida, así como no fue posible la mediación de Camilo Torres Restrepo, Orlando Fals Borda entre otros para detener los combates. En 2015 la comisión del gobierno en marco de los Acuerdos de paz con las FARC-EP prometió la construcción de carreteras y un puente en Marquetalia. Entre el 25 de abril al 15 de mayo de 1966, en la Segunda conferencia del Bloque Sur pasan a ser las FARC, lideradas por Jacobo Arenas como ideólogo, Manuel Marulanda comandante en jefe hasta su muerte en 2008, y Ciro Trujillo Castaño segundo al mando.
Entre 1965 y 1975, ya se habían establecido cuatro núcleos de expansión de las FARC. El primer núcleo en Meta, Guaviare, Huila, Caquetá, Cundinamarca y occidente del Tolima (Futuro Bloque Oriental). El segundo, en el norte del Cauca, el sur del Tolima y el Valle del Cauca (Futuro Bloque Occidental). El tercero, en el Magdalena Medio (Futuro Bloque Magdalena Medio), y el cuarto, en el Urabá (Futuro Bloque Noroccidental). A finales de los setenta aparece un quinto núcleo de expansión en el Arauca (Frente 10). 

### Periodo 1974-1990
Su expansión fue significativa entre la Sexta Conferencia 1978 y  la Séptima Conferencia 1982. Por las FARC pasaron hombres que después serían comandantes del M-19 como Jaime Bateman, Álvaro Fayad, Carlos Pizarro e Iván Marino Ospina, entre otros, estos habían sido expulsados o desertado de las FARC debido a sus ideas sobre la necesidad de una guerra urbana.
El 18 de agosto de 1980 el Ataque a Puerto Crevo (Meta), denominado Operación Cisne Tres por 3 columnas de la guerrilla a una patrulla de 20 efectivos del Ejército Nacional, fue el primero en el que una unidad completa del Ejército es reducida por la guerrilla. Este sería el punto de inflexión, las FARC-EP pasan entonces de defensa a una estrategia ofensiva exitosa expuesta y establecida en la Séptima Conferencia, reemplazando el denominado Plan Chiquito de la Sexta Conferencia. Aparece la primera disidencia en 1982 por parte de Javier Delgado y Hernando Pizarro, antiguos comandantes de las FARC: el Comando Ricardo Franco Frente-Sur en el Cauca. Las FARC contaban entonces con 3000 hombres y 27 Frentes. En la Séptima Conferencia del 4 al 14 de mayo de 1982, realizada en Guayabero (Meta) bajo el mando del líder político Jacobo Arenas, se plantearon directrices estratégicas nuevas y se reafirmó el principio de la «combinación de todas las formas de lucha»: la lucha política y la armada. A partir de ese momento las FARC se agrega la sigla EP (Ejército del Pueblo) al nombre de las FARC «Ejército del Pueblo» (FARC-EP), se plantea el desdoblamiento de frentes (en Meta, Putumayo, Huila, Cundinamarca, Santander, Casanare, Norte de Santander, Sur de Bolívar, Antioquia, Chocó, Valle del Cauca, Cauca, Tolima y la Sierra Nevada de Santa Marta). Se fijan fechas para una futura toma efectiva del poder en los años noventa, se adoptó un plan militar inmediato, se establece la Ley 001 de Reforma Agraria Revolucionaria. Asignan cuotas de dinero a cada frente, que deberían recaudar de los grandes capitalistas, empresarios del país, y grandes barones de la droga, dando instrucciones en todo caso de que no apareciera el nombre de la organización involucrado.  Se establece el cobro de impuestos a productores y a narcotraficantes como fuente de financiación, mediante el llamado «gramaje». Del 10 al 17 de mayo de 1989 se realiza el Pleno del Estado Mayor Mayor de las FARC-EP.

Bandera de la Unión Patriótica (UP), movimiento político conformado por las FARC-EP y amplios sectores sociales y políticos como salida al Conflicto.

#### Acuerdos de La Uribe y la Unión Patriótica (UP)
El 28 de marzo de 1984, tras una reunión de los líderes de los 27 frentes y del Estado Mayor, se establece un alto el fuego, como parte de los acuerdos firmados con el gobierno de Belisario Betancourt. Las FARC-EP formaron la Unión Patriótica (UP) junto a otros movimientos sociales y políticos del país. Las FARC-EP, como uno de sus actores principales, delegaba a varios líderes la función política, incluso se propuso a Jacobo Arenas como candidato presidencial después retirado por la situación de violencia. La UP tuvo éxito en las elecciones de 1986, por lo cual se volvió un objetivo militar de la guerra sucia. Según el informe del Centro Nacional de Memoria Histórica (CNMH) Todo pasó frente a nuestros ojos. El genocidio de la Unión Patriótica 1984-2002. La violencia contra la Unión Patriótica dejó, por lo menos 4153 personas asesinadas, secuestradas o desaparecidas. Esta violencia sistemática fue ejecutada por alianzas entre paramilitares, narcotraficantes, empresarios, funcionarios públicos, la Policía Nacional y Ejército, lo cual llevaría a romper el proceso de paz y a la separación de las FARC-EP del experimento político de la Unión Patriótica. Estos asesinatos de los miembros de la UP fueron declarados en 2014 por la Fiscalía General de la Nación como delitos de lesa humanidad.
Este intento de negociación fracasó debido, en gran medida, a dos elementos: el incumplimiento reiterado del cese de hostilidades por ambas partes, y la guerra sucia de sectores de la extrema derecha, los cuales financiaban escuadrones privados a partir de sus propios grupos de sicarios. Contaban con la participación de asociaciones de ganaderos, terratenientes, industriales, políticos y militares, los cuales reforzaban los grupos paramilitares de índole local. De esta forma, las acciones violentas y de enfrentamientos con narcotraficantes continuaban, algunos de ellos siendo Gonzalo Rodríguez Gacha y el Cartel de Medellín contra las FARC-EP.

Bandera de la Coordinadora Guerrillera Simón Bolívar.

#### Coordinadora Guerrillera Simón Bolívar
En 1987 se conformó un grupo que pretendía unificar el accionar de varias organizaciones guerrilleras en Colombia. Su duración fue desde 1987 hasta principios de la década de 1990. La integraban las FARC-EP, el UC-ELN, el EPL, M-19, el Partido Revolucionario de los Trabajadores y el Movimiento Armado Quintín Lame. Luego de algunas acciones conjuntas como la Toma de Saiza en 1988, se desmovilizó el M-19, el Quintín Lame, el 95 % del EPL, y el PRT en 1991. Las FARC-EP y el ELN continúan por separado la lucha armada hasta 1994. Más adelante, realizaron ciertas acciones específicas en conjunto, pero también llegaron a enfrentarse ambas entre sí.

### Período 1990-2002
A inicios de los años noventa, las FARC-EP disponían de entre 7000 y 10 000 combatientes, organizados en 70 frentes distribuidos en todo el país. El 10 de agosto de 1990 falleció el ideólogo de las FARC-EP Jacobo Arenas en Casa Verde, el nuevo ideólogo sería Alfonso Cano. El 9 de diciembre de 1990, día de las elecciones para la Asamblea Constituyente, el Ejército Nacional realizó la Operación Casa Verde contra el principal campamento de las FARC-EP y de los pasados diálogos de paz. El gobierno colombiano argumentó que tomó esa medida porque las FARC-EP habían incumplido sus compromisos, ya que todavía realizaban actividades delictivas y no se habían acogido a la negociación. Las FARC-EP se desvinculan del Partido Comunista y de la Unión Patriótica y emprenden una campaña de exterminio contra los desmovilizados del EPL que habían constituido el movimiento Esperanza, Paz y Libertad en actos como la Masacre de la Chinita.
Diálogos de paz de Tlaxcala
El 3 de junio de 1991 se reinició el diálogo entre la Coordinadora y el gobierno, en Caracas (Venezuela) y luego en Tlaxcala (México). La guerra no se detuvo y continuaron las acciones armadas por ambas partes. La negociación se rompió en 1993. La Coordinadora como tal desapareció en 1994, y los grupos guerrilleros siguieron sus actividades independientemente.
Antes de dicha ruptura, se dio a conocer una carta escrita por un grupo de intelectuales colombianos, como el Nobel de Literatura Gabriel García Márquez dirigida a la Coordinadora Guerrillera Simón Bolívar, donde se les reclamaba acerca de la forma en que están llevando a cabo su lucha y las consecuencias nefastas que esta estaba dejando en el país.
Guerra de Movimientos

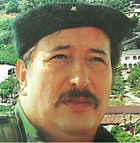
Jorge Briceño Suárez, 'Mono Jojoy', comandante militar de las FARC-EP

En abril de 1993 se llevó a cabo la Octava Conferencia donde se crean los 7 Bloques conformados por casi 70 Frentes en las distintas regiones del país: Bloque Oriental, del Mono Jojoy, ‘Urias Cuéllar’ y ‘Romaña’. El Bloque Sur de Raúl Reyes, Joaquín Gómez y Fabián Ramírez. El Bloque Occidental de Alfonso Cano. El Bloque Caribe y el Bloque Magdalena Medio, con Martín Caballero y el Bloque Noroccidental de Efraín Guzmán. Además formulan la Plataforma de un Gobierno de reconstrucción y reconciliación nacional. Se pone en práctica las 'Pescas Milagrosas' o secuestros masivos en las carreteras de Colombia. Entre 1996 y 1998, las FARC-EP propinaron una serie de golpes a la Fuerza Pública, incluyendo una toma de tres días a Mitú (Vaupés), mostrando que habían cambiado la clásica guerra de guerrillas por la guerra de conquista y la de movimientos, Secuestraron un gran número de policías. y se presentaron batallas (Batalla de la Quebrada El Billar, Batalla de Tamborales, Batalla del Nudo de Paramillo, Batalla de Gutiérrez y la Batalla de Dabeiba), combates y ataques contra la Fuerza Pública y los paramilitares. En este mismo periodo, en Colombia se expanden los cultivos ilícitos y se organizaron marchas de campesinos cocaleros, que paralizaron varias vías del sur de Colombia. Según el gobierno colombiano, las FARC-EP tuvieron influencia. En 1997 la Agencia de Inteligencia de Defensa de EE. UU. había diagnosticado con el estado de precariedad del ejército que la subversión estaba en condiciones de derrotarlo militarmente.

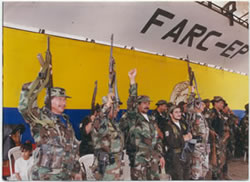
Comandantes de las FARC-EP durante los diálogos de paz del Caguán (1998-2002).

Plan Colombia y Diálogos de paz (1998-2002)
En 1998, mediante acuerdos con el gobierno del recién elegido presidente Andrés Pastrana Arango, se creó la Zona de distensión, una zona desmilitarizada de unos 40 000 km² (aproximadamente el tamaño de Dinamarca), entre los municipios de Mesetas, La Uribe, La Macarena, Vista Hermosa y San Vicente del Caguán (departamentos de Meta y Caquetá), para llevar a cabo un proceso de paz con este grupo armado. En dicha zona, las FARC-EP tuvieron presencia en cascos urbanos y se las acusa de efectuar violaciones a los Derechos Humanos, se afirma que las FARC-EP incrementaron la producción y tráfico de drogas, la compra de armamento ilegal y la presión sobre las autoridades locales. El proceso de paz duró entre 1998 y 2002. A pesar de varios avances teóricos y documentales, las FARC-EP crearon el Movimiento Bolivariano en 2000, las tensiones, incidentes como "la silla vacía" y polémicas alrededor de la negociación no permitieron que se concretara el proceso. El 20 de febrero de 2002, la Columna Móvil Teófilo Forero, secuestró un avión de la aerolínea Aires en el que viajaba el senador Jorge Gechem, liberados ese mismo día a todos los pasajeros excepto al senador. Los profundos desacuerdos entre el Gobierno Colombiano y la guerrilla en relación con los controles aéreos, terrestres y fluviales en la zona desmilitarizada, llevaron al gobierno de Pastrana a dar por terminadas las negociaciones con las FARC-EP.
Durante todo el proceso de paz, el Gobierno Colombiano y las FARC-EP se acusaron mutuamente de impedir el normal desarrollo del proceso:
- ONGs defensoras de derechos humanos como Human Rights Watch, denunciaron que pobladores de la zona acerca de la violación de los Derechos Humanos: como el reclutamiento de civiles por parte de las FARC-EP (entre los cuales se incluían menores de edad desde los 10 o 12 años, acción prohibida internacionalmente).[132]

- El gobierno acusó a las FARC-EP del uso de la zona de distensión para fortalecerse militarmente, lanzar ataques, esconder prisioneros, secuestrados y narcotráfico, además de incumplir las condiciones pactadas entre las partes. El gobierno de los EE. UU. relaciona a las FARC-EP con el cultivo de coca orientado al narcotráfico.[133]

- Al mismo tiempo las FARC-EP, acusan al gobierno de utilizar el proceso de diálogo para implementar el Plan Colombia y de esta manera fortalecerse militarmente.[134]

- Ataques de las FARC-EP contra la población civil, como el presunto envenenamiento de un acueducto en el Huila días antes de que el gobierno terminará con las negociaciones.[135] El 23 de febrero de 2002, tres días después de finalizar la Zona de distensión por parte del gobierno las FARC-EP secuestraron a la candidata presidencial Íngrid Betancourt rumbo a San Vicente del Caguán.[136]

### Período 2002-2012
Gobierno de Álvaro Uribe (2002-2010)
Álvaro Uribe, inicia la implementación del Plan Patriota, que implicó la intensificación del combate contra las FARC-EP, sosteniendo la tesis de que en Colombia no existe un conflicto armado sino una amenaza terrorista. Por su parte, las FARC-EP decidieron promover un regreso a la estrategia de guerra de guerrillas, para conservar su estructura, y evitar sufrir deserciones y operativos militares. Hacia 2002, el gobierno estimaba el número de guerrilleros de las FARC-EP en alrededor de 18 000 y, en 2005, entre 12 000 y 13 000. En 2008, el ejército estimaba que tendrían 8000 guerrilleros en sus filas. Las FARC-EP no solían mencionar cifras específicas, pero estiman que tendrían más de 20 000 hombres. Otras fuentes mencionan diferentes cifras. Se presentaron casos de falsos positivos (civiles asesinados y presentados como guerrilleros abatidos en combate). Las FARC-EP atacaron a la Casa de Nariño el 7 de agosto de 2002, atentaron contra el Club El Nogal el 7 de febrero de 2003. y realizaron también el atentado con casa-bomba en Neiva el 14 de febrero de 2003. El 5 de mayo de 2003, asesinaron al gobernador de Antioquia, Guillermo Gaviria y a Gilberto Echeverri, secuestrados un año antes. También se registraron los atentados de la Zona Rosa de Bogotá y del Palacio de Justicia de Cali en 2008 entre otras acciones.
Durante el primer periodo presidencial de Álvaro Uribe, no hubo contactos entre las FARC-EP y la administración para hablar de paz. Posteriormente, continuaron algunas esporádicas gestiones diplomáticas en pro de un acuerdo humanitario de intercambio de prisioneros o canje, entre las FARC-EP y el gobierno colombiano. Las FARC-EP pedían que se liberaran todos sus guerrilleros presos, incluidos alias «Simón Trinidad» y alias «Sonia» (extraditados a Estados Unidos acusados de narcotráfico y secuestro), Las FARC-EP liberarían a 44 secuestrados, los denominados «canjeables». Para realizar dicho intercambio, las FARC-EP reclamaron la desmilitarización de dos municipios (Pradera y Florida). Según varios observadores, lo aprovecharon con fines políticos y militares y recibió numerosas críticas de la población civil nacional e internacional.
Acuerdo humanitario
En agosto de 2007, Uribe designó a la senadora del Partido Liberal y opositora del gobierno Piedad Córdoba como facilitadora para el Acuerdo Humanitario de prisioneros y rehenes. Posteriormente se autoriza también la participación del Presidente de Venezuela Hugo Chávez en la facilitación. Los sujetos del eventual acuerdo incluían, entre otros, a Íngrid Betancourt, tres ciudadanos estadounidense, prisioneros de las FARC-EP así como a 'Simón Trinidad' y alias «Sonia», dos integrantes de FARC-EP extraditados a los EE. UU. Las gestiones de Córdoba y de Chávez lograron que se aceptara la ciudad de Caracas como territorio neutral para las conversaciones. Los gobiernos de EE. UU., Francia, España y Suiza demostraron interés en el proceso iniciado. El Movimiento de Países No Alineados, Brasil, Bolivia, Cuba, Ecuador, Nicaragua y Uruguay respaldaron las gestiones. En noviembre, en medio de la visita de Chávez a París, el gobierno Uribe estableció como límite de las gestiones el 31 de diciembre de 2007. El 21 de noviembre de 2007 el gobierno colombiano decidió terminar con la mediación del presidente Chávez, por una conversación telefónica entre el presidente venezolano y el Comandante del Ejército Nacional Mario Montoya. Organizaciones de apoyo a los secuestrados y la familia de Betancourt expresaron su desacuerdo con esta decisión y pidieron que se reiniciaran las gestiones. El presidente francés Nicolas Sarkozy expresó que seguía apoyando la gestión realizada por Chávez. El martes 20 de noviembre, Chávez le había dicho al presidente francés que Betancourt estaba viva sin aportar pruebas de supervivencia, según dijo porque estas no habían podido llegar a sus manos debido a operativos militares en Colombia.
El 29 de noviembre, el Ejército Nacional incautó a milicianos urbanos de las FARC-EP en Bogotá unas grabaciones en vídeo donde se muestran con vida y en precarias condiciones a varios rehenes, entre ellos la excandidata presidencial. Según Córdoba, esta era la prueba de que la gestión de Chávez y de ella iban por buen camino. La interrupción de la gestión de Chávez causó un incidente diplomático entre los dos países. Tanto 'Iván Márquez', representante las FARC-EP, como Uribe expresaron su confianza en la mediación de Sarkozy para que el proceso de canje de rehenes siguiera adelante. Las FARC-EP realizan una liberación de secuestrados unilateral el 30 de enero de 2009. Más adelante, en abril las FARC-EP anunciaron la liberación del cabo del Ejército Pablo Emilio Moncayo y la entrega a Emperatriz de Guevara de los restos de su hijo, el secuestrado fallecido en cautiverio mayor Julián Ernesto Guevara. El 18 de junio de 2007, las FARC-EP asesinaron a 11 diputados secuestrados en 2002.

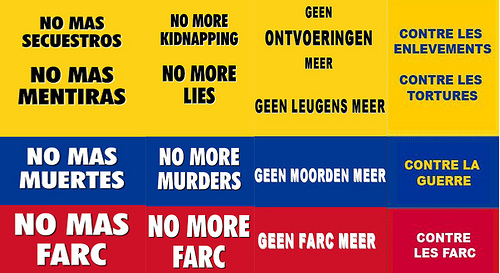
Logotipo utilizado en la marcha Un millón de voces contra las FARC del 4 de febrero de 2008.

Marcha internacional en contra de las FARC-EP
Durante el mes comprendido entre el 4 de enero y el 4 de febrero de 2008 se organizó una marcha ciudadana contra las FARC-EP, el secuestro y la guerra. fue realizada en 4 de febrero de 2008 en más de 160 ciudades alrededor del mundo bajo la denominación: Un millón de Voces contra las FARC y logró convocar a más de 12 millones de personas alrededor del mundo.
Debilitamiento del Secretariado y Operación Jaque

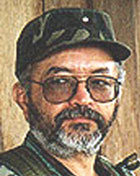
Luis Edgar Devia Silva alias Raúl Reyes.

El 1 de marzo del 2008, Luis Edgar Devia Silva, alias Raúl Reyes, muere en la Operación Fénix, bombardeo de la Fuerzas Militares a un campamento guerrillero ubicado en Ecuador, cerca de la frontera colombiana. Esta incursión desencadena una crisis diplomática entre Colombia, Ecuador y Venezuela. El 7 de marzo de 2008 se anuncia que Iván Ríos, miembro del secretariado de las FARC-EP, fue asesinado por su guardia personal, quienes huyeron entregándose al gobierno colombiano. El 26 de marzo de 2008, Manuel Marulanda, el fundador y jefe de las FARC-EP también muere (por causas naturales), en menos de un mes la cúpula de la organización es sacudida.
Las negociaciones por el "acuerdo humanitario" prosiguieron, hasta el 1 de julio de 2008 las Fuerzas Militares realizaron la Operación Jaque, rescate de un grupo de secuestrados en poder de las FARC-EP en Guaviare. En esta operación liberaron a la excandidata presidencial Ingrid Betancourt, junto a tres contratistas norteamericanos y once soldados y policías colombianos que llevaban entre dieciséis años secuestrados. Junto a Ingrid Betancourt también convivieron otros dos liberados: Alan Jara, exgobernador del Meta, liberado el 3 de febrero de 2009, y Clara Rojas fue liberada el 10 de enero de 2008. Uribe se mantuvo en su posición frente al acuerdo humanitario. El 22 de diciembre de 2009, las FARC-EP asesinaron al Gobernador de Caquetá, Luis Francisco Cuéllar. En mayo de 2010, en Caquetá las FARC-EP atacaron y mueren 9 militares.

### Período 2012-2016 Proceso y acuerdos de paz
Gobierno de Juan Manuel Santos (2010-2018)

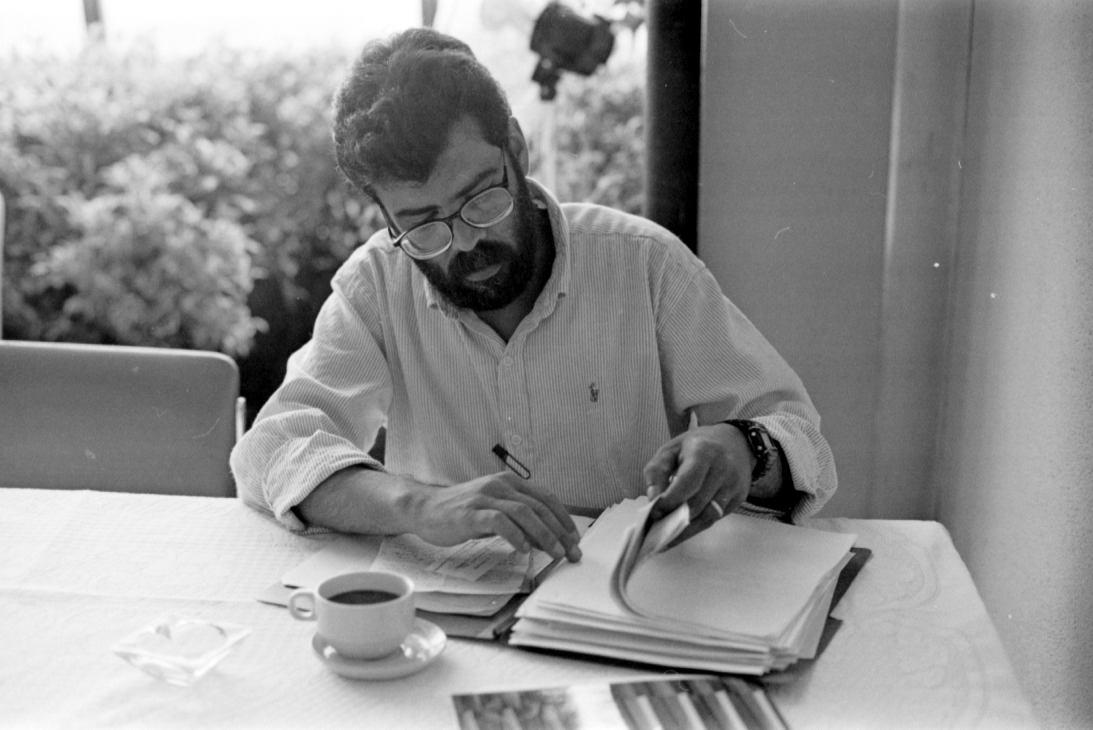
Alfonso Cano Comandante de las FARC-EP

Electo Juan Manuel Santos, se continuó en la guerra con las FARC-EP, y en búsqueda de entablar diálogos de paz en secreto. El 22 de septiembre de 2010, el jefe militar de las FARC-EP Víctor Julio Suárez, alias Jorge Briceño o El Mono Jojoy murió en la Operación Sodoma, en el Meta. El 20 de noviembre de 2010 se realiza la Operación Némesis contra Fabián Ramírez. El 9 de abril de 2011, detenido Víctor Ramón Vargas quien supuestamente buscaba apoyo de la banda terrorista española ETA para asesinar en España a dos expresidentes colombianos. El 4 de noviembre de 2011, fue abatido Guillermo León Sáenz Vargas, alias ‘Alfonso Cano’, sucesor en la comandancia de las FARC-EP de Manuel Marulanda, "Tirofijo", en la Operación Odiseo. El 26 de noviembre de 2011 la guerrilla asesinó a 4 secuestrados de más de diez años secuestrados en Caquetá. El 3 de febrero de 2012, una oleada de atentados en el suroeste de Colombia causó al menos 19 muertos y un centenar de heridos. El 18 de marzo, otro ataque de las FARC-EP causó la muerte de 11 militares del Ejército Nacional en Arauca, cerca de la frontera con Venezuela. El 21 de marzo de 2012, el Gobierno inició el plan 'Espada de honor', el 28 de marzo, la Operación Armagedón en Vista Hermosa (Meta) dejan 36 guerrilleros muertos y tres capturados. El 5 de abril de 2013, 4 militares colombianos murieron durante los combates con la guerrilla en el norte de Cauca. El 20 de julio murieron 21 militares colombianos en dos ataques atribuidos a las FARC-EP en Arauca y Caquetá,
Después de mantener conversaciones en secreto por parte del gobierno y las FARC-EP, en septiembre de 2012 se confirma por parte de Juan Manuel Santos de las negociaciones secretas, pasando a la fase pública de negociación. El 15 de abril de 2015, las FARC-EP lanzaron un ataque en la región de Cauca que costó la vida a 11 militares, rompiendo el alto el fuego iniciado en diciembre de 2014.
El 23 de junio de 2016, después de casi cuatro años de diálogos entre el Gobierno colombiano y las FARC-EP desarrollados en La Habana (Cuba), se declaró el cese temporal pero indefinido de las acciones militares de ambos bandos además de la desmovilización, entrega de armas y reinserción a la vida civil de los militantes del grupo subversivo. Era el fin de las FARC-EP como organización insurgente y alzada en armas.  Esta acción fue realizada en La Habana, Cuba, donde se desarrollaron los diálogos de casi cuatro años. después de la firma oficial de los acuerdos que se realizará en Colombia, se procede con la movilización de los ahora ex insurgentes a las  Zonas Veredales Transitorias de Normalización y campamentos en el país destinados a la desmovilización y la entrega del armamento a la ONU en una lapso de seis meses. El 26 de septiembre de 2016 se firma de manera oficial el Acuerdo de La Habana en la ciudad de Cartagena, con presencia de varios jefes de Estado y personalidades de otros países, además del secretario general de la ONU, Ban Ki-moon. El 24 de noviembre de 2016 se firma el acuerdo modificado en el Teatro Colón de Bogotá, tras la negativa a los acuerdos originales en el plebiscito realizado el 2 de octubre, acuerdo que es ratificado en el Congreso de la República. El 1 de diciembre de 2016 reinicia el proceso de movilización de los ex subversivos a las Zonas Veredales Transitorias de Normalización.
El 27 de junio de 2017 la ONU certifica la entrega total de armas por parte de las FARC-EP a este organismo (un total de 7132 armas individuales, excepto las utilizadas para vigilar y proteger a los excombatientes en las zonas y campamentos), las cuales quedan embaladas en contenedores para después ser fundidas, con el objetivo de hacer tres monumentos que recuerden a las víctimas del conflicto que estarán ubicados en: Bogotá (capital del país), La Habana (sede de los diálogos) y Nueva York (sede de la ONU). El 14 de agosto de 2017 son entregadas a la ONU las últimas armas correspondientes al esquema de seguridad de las Zonas Veredales y campamentos de los ex-insurgentes de las FARC-EP, completando así 8112 armas entregada, más de un millón de cartuchos destruidos. También se incluye la destrucción por parte de la ONU de granadas, explosivos, minas antipersona y caletas con armas. De esta manera, las FARC-EP dejan de existir oficialmente como grupo beligerante. El 24 de agosto de 2017 se conoció el listado de bienes que las FARC-EP entregaron con el que se supone que ayudarían a reparar las víctimas del conflicto armado interno, las FARC-EP presentaron un listado en el que relacionaban utensilios domésticos, cirugías, carreteras, armamento y fincas. Se establece hasta el 31 de diciembre de 2020 para entrega de bienes.
En octubre de 2020 en un comunicado de la Jurisdicción Especial para la Paz (JEP), el secretariado de las FARC-EP reconocieron haber participado en los asesinatos de: Pablo Emilio Guarín (1987), Álvaro Gómez (1995), Fernando Landazábal Reyes (1995), Jesús Antonio Bejarano (1999), Hernando Pizarro Leongómez (1995) y José Fedor Rey alias 'Javier Delgado' (2002). También 'Timochenko' su último máximo comandante ha pedido perdón por los secuestros y aceptó el reclutamiento de menores de edad.

### Partido político y participación
Del 28 al 31 de agosto de 2017, exintegrantes de las FARC-EP fundaron el partido político Fuerza Alternativa Revolucionaria del Común, el cual conserva las iniciales de las FARC pero cambiando el nombre a Fuerza Alternativa Revolucionaria del Común. Sus candidatos se presentaron a las Elecciones del Congreso de 2018 (11 de marzo), donde obtuvieron un poco más de 85 000 votos, entre Senado y Cámara de Representantes; sin embargo, en cada corporación tienen 5 escaños gracias a los Acuerdos de paz que les garantizan, de manera fija durante 8 años, estas curules en el Congreso de la República. El 27 de octubre de 2019 Julián Conrado es electo alcalde de Turbaco (Bolívar), por el partido Colombia Humana, convirtiéndose en el primer exguerrillero de las FARC-EP en ser alcalde por elección popular. El 24 de enero de 2021, el partido pasa a denominarse Comunes.

### Asesinato de excombatientes de las FARC-EP
Hasta el 15 de febrero de 2021, 258  excombatientes de las FARC-EP han sido asesinados desde la firma de los Acuerdos de Paz. En noviembre de 2020 se llevó  a cabo la Peregrinación por la vida y por la paz por parte de excombatientes, sectores populares entre otros desde distintos puntos del país hasta Bogotá para exigir el cumplimiento de los acuerdos de paz.

## Ideología y organización

### Objetivos e ideología
En comunicados a la opinión pública, las FARC-EP afirmaron en su momento que su objetivo era acabar con las desigualdades sociales, políticas y económicas, la intervención militar y de capitales estadounidenses en Colombia, mediante el establecimiento de un Estado marxista-leninista y bolivariano. En 1964 con su fundación luego de la Operación Soberanía presentan el Programa Agrario de los guerrilleros donde proponen una Reforma Agraria Revolucionaria y un Frente Único del Pueblo. En 1993 a partir de su octava conferencia las FARC-EP presentan la Plataforma de un Gobierno de reconstrucción y reconciliación nacional en la cual proponen una doctrina militar bolivariana, un parlamento unicameral, elección por votación del procurador, que el Estado sea el administrador de los recursos energéticos, comunicaciones, y servicios públicos, así mismo proponen una inversión del 50 % del presupuesto nacional en bienestar social, y del 10 % en investigación científica, y un cambio en las políticas agrarias, de explotación de recursos naturales y de política exterior. Las FARC-EP dictaron 3 leyes durante su historia la primera en 1982 de la Reforma Agraria Revolucionaria, la segunda en 2000 sobre tributación y un "impuesto" y la tercera también de 2000 sobre la corrupción administrativa.

### Conferencias Nacionales Guerrilleras
La Conferencia Nacional era la máxima instancia de las FARC-EP y en la elección de sus delegados tenían derecho a participar todos los integrantes de la organización. Esta conferencia era organizada por el Secretariado y era la encargada de nombrar al Estado Mayor Central. En total tuvieron 10 conferencias: 1965, 1966, 1969, 1970, 1974, 1978, 1982, 1993, 2007 y 2016.

### Estructura militar

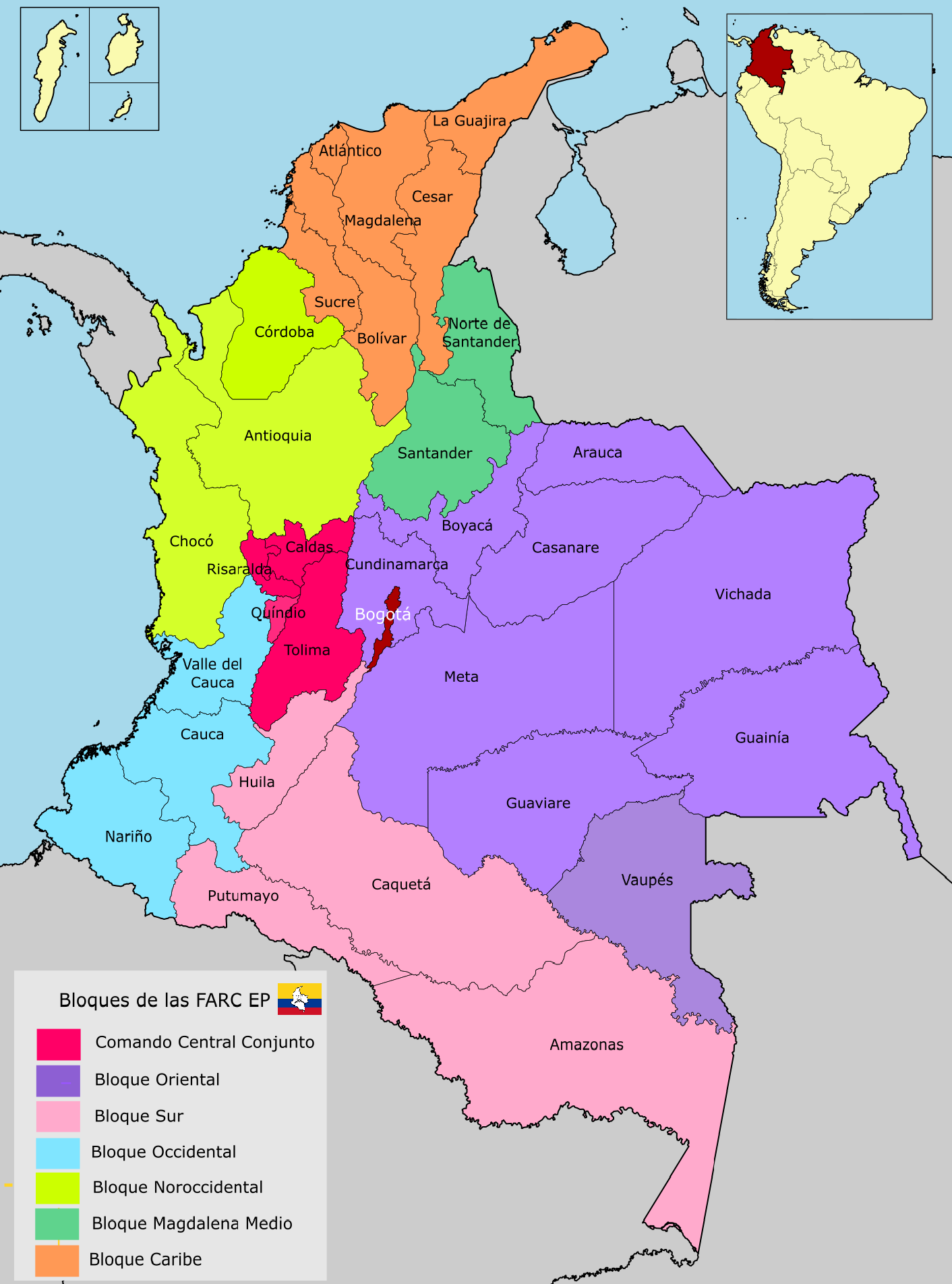
Distribución geográfica de los Bloques de las FARC-EP.

El organismo guerrillero maneja una estructura militar básica en la siguiente forma:
1. Escuadra: Equivalente a una célula.
2. Guerrilla: Equivalente a escuadrón.
3. Compañía
4. Columna
5. Frente
6. Bloque

Para el 2010, se estimaba que las FARC-EP estaban presentes y ejercían su influencia principalmente en zonas de 24 de los 32 departamentos de Colombia como Putumayo, Cundinamarca, Tolima, Huila, Meta, Casanare, Arauca, Vichada, Caquetá, Guaviare, Nariño, Cauca, Chocó, Antioquia, Santander, La Guajira, Magdalena y Valle del Cauca. El gobierno de Colombia había reportado la existencia de operaciones militares y campamentos en los países que tienen frontera con Colombia, como Venezuela, Perú, Ecuador, Panamá y Brasil.
Sus operaciones fueron intermitentes, abarcaban gran parte del territorio Colombiano y se realizaban de acuerdo a necesidades operacionales y de movilización. En los últimos años, antes de la firma del acuerdo de paz, centró su accionar en las zonas de frontera. Las FARC-EP también tenían presencia urbana (frentes urbanos, conocidos como milicias o células) en varias ciudades colombianas, donde realizaban acciones de encapuchados en universidades públicas. A su vez contaban con presencia en zonas pobres o marginales urbanas, donde se disputaban los territorios con los también desmovilizados paramilitares, o donde hubiesen construido barrios. En total contaron con 7 bloques (Central, Oriental, Occidental, Noroccidental, Caribe, Sur y Magdalena Medio) conformados por 66-70 frentes, 4 frentes urbanos y 14-20 columnas móviles. En varias operaciones utilizaron medios y armas no convencionales que están prohibidas por la Convención de Ginebra y las Naciones Unidas. La estructura militar de las FARC-EP estuvo determinada hasta el año 2016, cuando firmaron los Acuerdos de Paz, que terminaron el conflicto de esta guerrilla con el Gobierno, disolviéndose como organización alzada en armas:
Número de efectivos y reclutamiento
Su número de efectivos varía según las fuentes. En 2001 se estiman entre 16 000 y 21 000, pero después de una fase de declive organizacional, el grupo se redujo. Entre agosto de 2002 y la dejación de armas en 2017 se registraron 19.504 deserciones, llamadas desmovilizaciones individuales, de las FARC-EP, según el Ministerio de Defensa. La Consultora en Seguridad y Defensa Decisive Point asegura que entre 2011 y 2013 la cifra de militantes en armas de las FARC-EP pasaron de 9075 a 6672 por la presión de las Fuerzas Militares. En 2014 el Centro de Estudios para el Análisis de Conflictos aseguró que las FARC-EP tenían entre 6500 y 6700 miembros militantes en armas. Según un informe de Human Rights Watch, entre el 20 % y el 30 % son menores de 18 años, muchos reclutados forzosos, según información gubernamental. En 2017 La Universidad Nacional de Colombia realiza un censo socioeconómico a 10 015 guerrilleros: entre combatientes (55 %), milicianos (29 %) y privados de la libertad (16 %), pero al no ser un censo poblacional no constituyen el total de miembros que se desmovilizaron. Se estableció que 9929 eran colombianos y había 86 extranjeros. También que 66 % eran de áreas rurales, 19 % urbanas y 15 % mixtas. 3003 eran de grupos étnicos, 77 % son hombres y el 23 % mujeres y un alfabetismo del 90 %. Las mujeres, que tuvieron presencia en la organización desde un inicio pero solo se las reconoció como guerrilleras a partir de 1970, conformaron aproximadamente el 40 % de las FARC-EP. Las FARC-EP crearon normas y disposiciones sobre el reclutamiento desde 1966. En 1982, en su Séptima Conferencia, establecen la edad de reclutamiento de combatientes hombres y mujeres entre 15 y 30 años. Incurrieron en reclutamiento de menores de edad, caso estudiado en la Jurisdicción Especial para la Paz.

### Participación política y comunicaciones
- Partido Comunista Colombiano. Se denominó como su brazo armado, desvinculados en 1993.[236]
- Unión Patriótica, conformado con movimientos sociales y políticos, rechazó las acciones violentas de las FARC-EP, se desvinculan en 1990.
- Partido Comunista Clandestino Colombiano. Formado en 1993.
- Movimiento Bolivariano por la Nueva Colombia. Formado el 29 de abril de 2000.[237][238]
- Comunes (antes Fuerza Alternativa Revolucionaria del Común), surgido después de los acuerdos de paz.

Las FARC-EP tenían una revista donde difundieron sus comunicados, una radio clandestina en los distintos territorios donde se encontraban, llamada La voz de la resistencia, creada en 1993. También realizaron vídeos sobre sus acciones denominados 'FARC Films' e intervinieron la señal de televisión en conjunto con el M-19.

### Financiación y narcotráfico
La financiación para sus actividades tenía múltiples orígenes:
- Extorsión: Según la "Ley 002" del 2000, anunciada públicamente por el 'Mono Jojoy', durante las conversaciones de paz en el Caguán, cualquier persona natural con un patrimonio mayor a un millón de dólares deberá pagar un equivalente al 10 % de dicho patrimonio bajo la amenaza de secuestro. Provocó en su momento un éxodo hacia el exterior.[242] Las vacunas y la extorsión fueron regionalizadas al depender de las dinámicas económicas locales y sus limitaciones, así como de los montos que los frentes y los bloques fijaran.[243]
- Secuestro: Los secuestros produjeron 3 billones de pesos entre 1996 y 2012.[244][245] Las FARC-EP reconocieron los secuestros como práctica en 2020.[246]
- Narcotráfico: impuesto de 'gramaje' cobrado a campesinos cocaleros y a narcotraficantes;[247][248] protección de cultivos; cadena de producción; control de corredores y rutas; distribución;[249] lavado de dinero y préstamos para cultivos,[250] produciendo más de 22 millones de dólares desde 1982.[251] Se llegó a afirmar que las ganancias eran entre 700 y mil millones de dólares en 2003.[252][253] Los cultivos y la extensión de estos generaron daños irreversibles en el medio ambiente.[254] Estuvieron implicados en el narcotráfico varios de sus miembros como 'Argemiro', pionero de la incursión de las FARC-EP en el negocio, el 'Negro Acacio', 'John 40' y miembros del secretariado, por lo cual se consideró a las FARC-EP como un cartel del narcotráfico.[97][255] En Colombia y EE. UU. se iniciaron procesos por delitos relacionados con el narcotráfico, acusando a miembros de las FARC-EP como Nayibe Rojas, 'Sonia'.[256][257]
- Minería ilegal: Llegó a generar unos 100 millones de dólares al año, en su cadena de extracción, permisos, maquinaria y tráfico.[258][259][260]
- Robo de ganado o abigeato[261][262]
- Robo de petróleo[263][264]

## Acciones violentas de las FARC-EP y violaciones del Derecho Internacional Humanitario

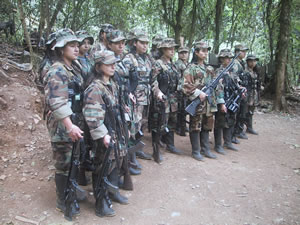
Combatientes de las FARC-EP.

Las acciones violentas de las FARC-EP la constituyeron como un actor armado importante del Conflicto armado interno de Colombia. Sus métodos de combate incluían la guerra de guerrillas y combate regular convencional.  Las Naciones Unidas, Amnistía Internacional, Human Rights Watch, entre otros, reclamaron a las FARC-EP por violaciones al derecho internacional humanitario y al Protocolo II adicional a los Convenios de Ginebra igualmente solicitaron a las FARC-EP que dejaran de usar armas no convencionales (como los cilindros bomba y armas químicas).
Las principales acciones violentas, y violaciones del Derecho Internacional Humanitario por parte de las FARC-EP fueron:
- Desplazamiento Forzado[270]
- Minas antipersona: mayores sembradores de minas antipersonales en Colombia y el mundo.[271] El 47 % del territorio está sembrado con ese tipo de explosivos.[272] Con la información entregada por las FARC-EP sobre la ubicación de las minas, se realizan las labores de erradicación.[273] La Jurisdicción Especial para la Paz recibió informes sobre las minas sembradas por las FARC-EP y sus víctimas.[274][275]
- Atentados terroristas y uso de armas no convencionales
- Asesinatos: Según las Naciones Unidas, las FARC-EP y el ELN fueron responsables del 12 % de los asesinatos de civiles del conflicto armado en Colombia.[276]
- Desapariciones forzadas[277]
- Secuestros y trato inhumano a rehenes (Caso 001 de la Jurisdicción Especial de Paz)[278][279]
- Masacres[280]
- Violencia sexual contra mujeres y niñas[281][282][283]
- Reclutamiento forzado de menores (Caso 007 de la Jurisdicción Especial de Paz)[230][284]
- Tomas guerrilleras y ataques a bienes civiles.[285]
- Violaciones a la libertad de expresión[286]

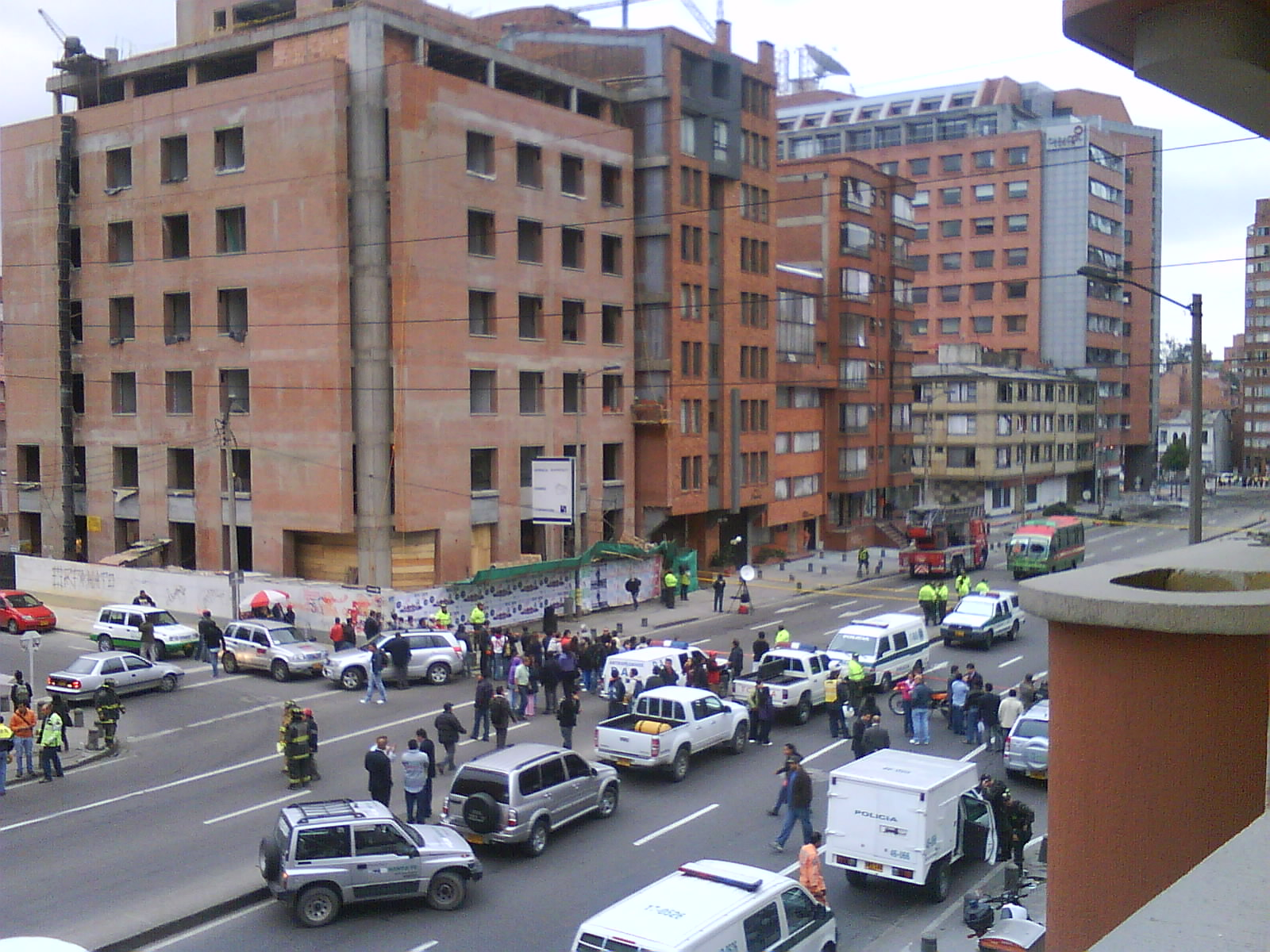
Atentado al edificio de Caracol Radio perpetrado por las FARC-EP el 12 de agosto de 2010. En el ataque terrorista no hubo muertos pero 43 personas heridas.

### Atentados terroristas y uso de armas no convencionales
Las FARC-EP utilizaron carros bomba, animales bomba, carretillas bomba, bicicletas bomba, y cilindros bomba. Estos hechos fueron certificados por un informe de las Naciones Unidas. Las FARC-EP dirigieron estos atentados hacia las Fuerzas Militares, entidades del gobierno, población civil y la infraestructura petrolera. Un informe afirma que entre 2003 y 2012, a las FARC-EP se les atribuyen 3274 actos terroristas, en los que derribaron torres de energía eléctrica, atacaron oleoductos de Ecopetrol, volaron puentes, vías, asesinaron miembros de la Fuerza Pública y dañaron bienes de la sociedad civil.
En ninguno de los casos existió dudas sobre los responsables de los atentados. En varias ocasiones se llegó a acusar inmediatamente a las FARC-EP, sin haber comprobado plenamente su responsabilidad. A finales del 2006 se presentaron casos donde militares colombianos fueron investigados por la justicia colombiana por su participación en el montaje de falsos atentados en la ciudad de Bogotá durante ese año, originalmente atribuidos a las FARC-EP.
Sus principales atentados terroristas fueron: Atentado con casa bomba en El Dorado, Atentado al edificio Residencias Tequendama, Atentado al Club El Nogal, Atentado con casa-bomba en Neiva, Atentado en Zona Rosa de Bogotá de 2003, Atentado al Palacio de Justicia de Cali de 2008, Atentado al edificio de Caracol Radio de 2010.

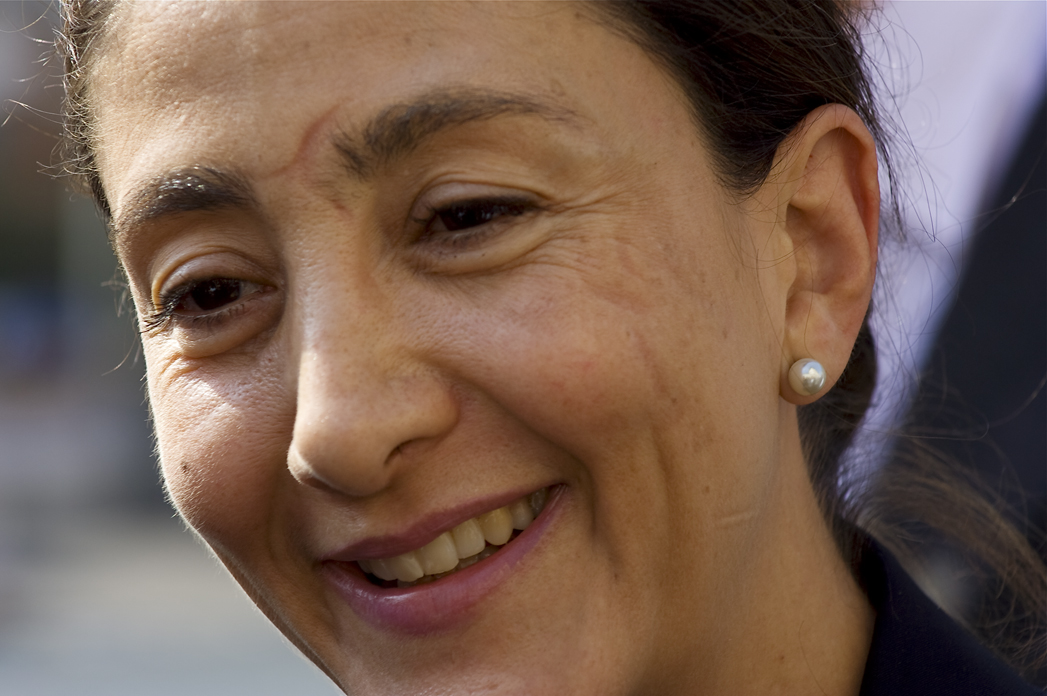
Íngrid Betancourt fue secuestrada por las FARC-EP el 23 de febrero de 2002. El 2 de julio de 2008 es rescatada por el Ejército Nacional en la Operación Jaque.

### Secuestros
El secuestro fue uno de varios métodos utilizados por la guerrilla. Se ha identificado que durante el periodo 1970–2010, las FARC-EP estuvieron involucradas como autor presunto en 9447 secuestros y como autor confirmado en 3325. En un informe entregado a la JEP se establece que 522 personas murieron cuando estaban secuestradas por las FARC-EP. Fueron secuestrados militares, funcionarios públicos, políticos, periodistas, empresarios, ciudadanos extranjeros. Algunos de sus secuestrados llegaron a cumplir más de 10 años en su poder. Realizaron secuestros colectivos o 'pescas milagrosas'. En varias oportunidades los secuestrados murieron en las operaciones de rescate. Uno de los casos más recordados a nivel mundial fue el secuestro de la excandidata presidencial colombiana Íngrid Betancourt, quien fue secuestrada en medio de su campaña presidencial. Según los relatos y pruebas recolectadas, cada secuestrado en poder de las FARC-EP era encadenado durante varias horas al día y supervisado por un guerrillero.

### Masacres
Según el Centro Nacional de Memoria Histórica las FARC-EP están sindicadas de cometer más de 240 masacres con cerca de 1400 víctimas, solo entre el periodo 1980-2012. Algunas de las masacres registradas fueron: Masacre en el cañón del río Ata (1966), Masacre de Guaduas Negras (1975), Asaltos en Planeta Rica (Córdoba), Valparaíso (Caquetá) y Pavarandó Grande (Antioquia) (1981), Masacre de La Traviata y las Palmas (1984), Masacre de Bejucales (1987), Masacre de La Chinita (1994), Masacre de Los Kunas y Masacre de Bajo del Oso (1995), Masacre de Osaka y Masacre de Alto de Mulatos y Pueblo Bello (1996), Masacre de Río Manso y Masacre de Tarazá (2001), Masacre de Bojayá (2002), Masacre de San Carlos, Antioquia (2003), Masacre de La Gabarra, Masacre de San Salvador, Tame (2004), Masacres de indígenas Awá en Nariño de 2009.
En la Masacre de Bojayá (Chocó), ocurrida el 2 de mayo de 2002, murieron entre 74 y 119 civiles a causa de un cilindro-bomba lanzado por las FARC-EP contra una iglesia. Se trataba de civiles que se habían refugiado en la iglesia en medio de un combate entre las FARC-EP y paramilitares de las AUC, los paramilitares rodearon la iglesia para usar a los civiles como escudos humanos y evitar el fuego guerrillero. Por este hecho las FARC-EP, a través de alias 'Pastor Alape', pidieron perdón a los familiares de las víctimas de esta masacre en la misma iglesia donde ocurrió, en el proceso de paz con el gobierno de Juan Manuel Santos.

### Tomas guerrilleras y ataques a bienes civiles
Según el informe del Centro Nacional de Memoria Histórica y el Instituto de Estudios Políticos y Relaciones Internacionales (IEPRI) de la Universidad Nacional de Colombia: Tomas y ataques guerrilleros (1965 - 2013) publicado en 2016,  las FARC-EP fueron responsables de 1106 tomas y ataques a poblaciones y puestos de policía, (un 63 % de 1755 incursiones guerrilleras en Colombia). Siendo los departamentos más afectados: Cauca (244 acciones), Antioquia (113), Nariño (87), Cundinamarca (74), Huila (67) y Tolima (66).

## Enfrentamientos y guerra con la Fuerza Pública
Desde su fundación en 1964, hasta su desmovilización en 2016, se registraron enfrentamientos con la Fuerza Pública de Colombia, grupos paramilitares y narcotraficantes, incluso con el ELN en medio del conflicto armado interno de Colombia, en medio de los cuales se registraron tomas guerrilleras, secuestros, masacres, emboscadas, atentados y batallas campales. Algunos de estos enfrentamientos se hicieron coordinadamente con otras guerrillas a través de la (Coordinadora Guerrillera Simón Bolívar), o en operaciones conjuntas con el ELN,el EPL, el M-19, y otros grupos guerrilleros. Los enfrentamientos hicieron parte de las diferentes fases de guerra de guerrillas y de la guerra de movimientos.
Sus principales emboscadas fueron: Emboscada de El Carmen (1966), Emboscada de La Perdiz (1967), Emboscada de La Quebrada Riecito (1987), Emboscada a grupo de Caballería (1996), Emboscada de La Carpa (1996), Emboscada de El Porroso (2005) y la Emboscada de la Carbonera (2007).
Sus principales tomas, ataques y asaltos fueron: Ataque a Puerto Crevo, Toma de Saiza, Toma de la base militar de Tarazá, Ataque a la base militar del Cerro Girasoles, Toma de Churuyaco, Toma de Ituango (Antioquia), Ataque a la Base Militar de Las Delicias, Ataque a la Base Militar del Cerro Patascoy, Toma de Miraflores, Toma de La Uribe, Toma de Mitú, Toma de Cocorná (Antioquia), Toma de Puerto Rico (Meta), Toma de Puerto Lleras (Meta), Toma de Nariño (Antioquia), Toma de San Luis (Antioquia), Toma de Granada (Antioquia), Toma del Cerro Tokio (Valle del Cauca), Ataque a la Base Militar de Coreguaje, Ataque al Cerro Montezuma (Risaralda), Asalto al edificio Miraflores, Toma de Iscuandé, Toma de San Marino, Ataque a la Isla Gorgona.
Las Fuerzas Militares de Colombia realizaron múltiples operaciones contra las FARC-EP durante los distintos gobiernos las principales fueron: Operación Soberanía (1964), Operación Casa Verde (1991), Operación Hato Corozal (1999), Operación Berlín (2000), Operación Gato Negro (2001), Operación TH Todo Honor (2002), Operación Orión (2003), Operación Libertad Uno (2003), Operación Jirafa (2003), Operación Alcatraz u Operación Aromo (2007), Operación Sol Naciente o Joya del Nilo (2007), Operación Fénix (2008), Operación Jaque (2008), Operación Fuerte (2009), Operación Dinastía (2009), Operación Camaleón (2010), Operación Sodoma (2010), Operación Némesis (2010) y la Operación Odiseo (2011).

## Calificación Internacional, estatus político y presencia internacional
Las FARC-EP, durante su existencia como organización militar insurgente, fueron consideradas una agrupación terrorista por diversos Estados (Chile, Perú, Estados Unidos hasta 2021, Canadá, Nueva Zelanda y Colombia), y la Unión Europea, la cual retiró de su lista de organizaciones terroristas en 2016 tras la firma de los acuerdos de paz. Otros gobiernos latinoamericanos como Brasil, o Argentina no le aplicaron esta calificación. Ecuador le otorgó el reconocimiento de "grupo irregular", Venezuela con Hugo Chávez solicitó que se le otorgue un estatus de grupo beligerante y no las considera terroristas. Sin embargo en agosto de 2010, manifestó que las FARC-EP no tienen futuro e igualmente les pidió liberar a los secuestrados. También dijo que las FARC-EP tienen un «proyecto político bolivariano» que en su opinión es respetado en Venezuela. Además observadores internacionales han reiterado el apoyo económico, político y militar que el gobierno del expresidente Hugo Chávez podría haber hecho a las FARC-EP.  Amnistía Internacional condenó públicamente a las FARC-EP por diferentes actos de terrorismo Les pidió  terminar con los actos de violación de derechos humanos contra civiles. Las partes en un Conflicto armado interno tienen la obligación de respetar el DIH y este hecho no tiene ningún impacto sobre su estatuto jurídico. El CICR no tiene la competencia para reconocer el estatuto jurídico, o pronunciarse sobre el estatuto político de las partes en conflicto. Organizaciones de Derechos Humanos como Human Rights Watch y Amnistía Internacional los consideraron, al igual que a otros grupos ilegales, culpables de violar los derechos humanos, de atacar y perjudicar indiscriminadamente a civiles. El Ejército deEE.UU las comparó con el Estado Islámico (EI) y Al Qaeda. Las FARC-EP estuvieron presentes a través de una Comisión internacional, y en áreas fronterizas e hicieron presencia militar en:
- Venezuela (Durante el gobierno de Hugo Chávez)[354][355][356][357]
- Ecuador (Durante el gobierno de Rafael Correa)[358][359]
- Perú[360]
- Paraguay[361][362]
- México[363][364][365] (Tenían una oficina en México al ser reconocidas como fuerza beligerante hasta 2002.)[366]

## El Paramilitarismo
Como política de Estado en la lucha anticomunista en Colombia y como herencia de la violencia política en Colombia los grupos paramilitares conocidos como 'pájaros' siguieron activos en los años 60 y como efecto de la guerra fría se conformaron grupos contrainsurgentes, luego de una visita al país del General William P. Yarborough en febrero de 1962. El 25 de diciembre de 1965 el gobierno de Guillermo León Valencia expide el Decreto 3398 (luego Ley 48 de 1968 del gobierno de Carlos Lleras Restrepo) que permite a los militares entregar armas de uso privativo de las FF.MM. a los civiles y constituir grupos armados de autodefensa coordinados por el ejército. Esta normativa fue declarada inexequible o inconstitucional por la Corte Suprema de Justicia el 25 de mayo de 1989. Desde 1969 se emitieron una serie de Manuales y Reglamentos Contraguerrillas por el Ejército Colombiano, los cuales evidenciaron la creación de grupos paramilitares bajo la aprobación del Gobierno Colombiano. En los 80 se fortalecen los grupos de autodefensas paramilitares contrainsurgentes regionales, financiados por hacendados, multinacionales, narcotraficantes colombianos, algunos sectores de la sociedad civil y miembros de instituciones estatales. En 1979 las FARC secuestraron a Jesús Castaño en Amalfi, Antioquia, padre de los paramilitares Fidel, Vicente y Carlos Castaño Gil, cobraron tres rescates, lo torturaron y asesinaron; esto empezó a dar origen a los grupos paramilitares. El M-19 secuestró a Martha Ochoa, hermana de los Ochoa del Cartel de Medellín, en 1981 que crearon el MAS (Muerte a Secuestradores). El narcotraficante Gonzalo Rodríguez Gacha, enemistado con las FARC-EP por la destrucción de algunos de sus laboratorios en el sur del país y del robo de dinero en efectivo y pasta base de coca en 1983, empezó a apoyar con recursos, entrenamiento y armas a los paramilitares de Puerto Boyacá, nombrada capital antisubversiva de Colombia. Aparecen las Autodefensas Campesinas de Córdoba y Urabá bajo el mando de Fidel y Carlos Castaño. Fueron creadas las cooperativas de vigilancia Convivir en el Gobierno de César Gaviria Trujillo (Decreto Ley 356 de 1994), posteriormente reglamentadas por el Gobierno de Ernesto Samper Pizano. Se estima que se autorizó más de 414 Convivir en todo el país, principalmente por Álvaro Uribe entonces gobernador de Antioquía. Se conforman las Autodefensas Unidas de Colombia (AUC) el 18 de abril de 1997, quienes desarrollaron una guerra en todo el país contra las FARC-EP en conjunto con el gobierno colombiano y las Fuerzas Militares. Desmovilizadas estas, las FARC-EP se enfrentaron a los Grupos Armados Organizados nacientes y en algunos casos harían negocios conjuntos. Con la desmovilización de las FARC-EP en 2016 se reparten el territorio dejado por estas los GAO como el Clan del Golfo, el ELN y disidencias de las FARC-EP.

## Disidencias de las FARC-EP

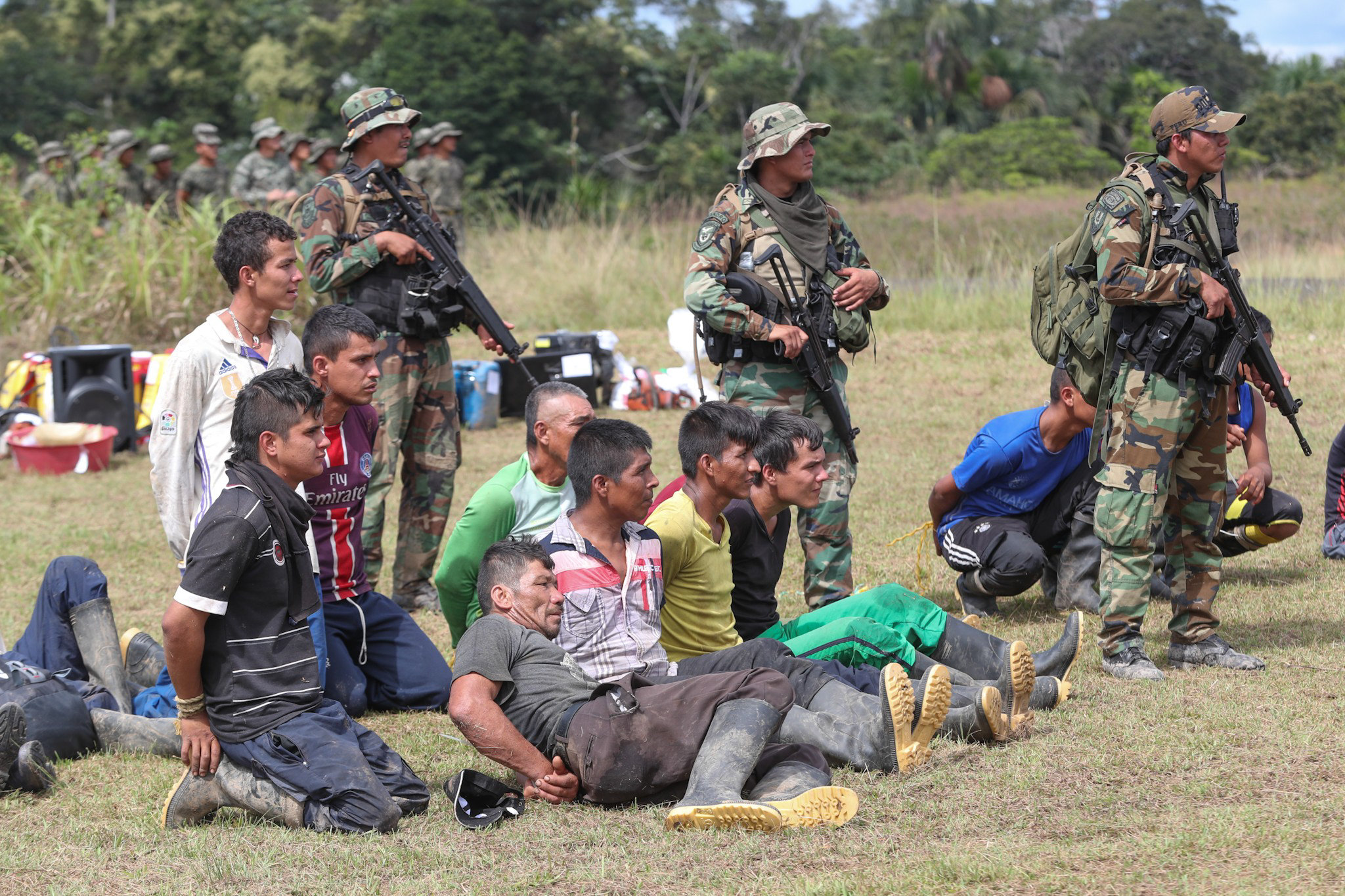
Miembros de las disidencias detenidos por el Ejército del Perú en la frontera con Colombia.

Los grupos disidentes de las FARC-EP se estiman en 1800 hombres en 23 grupos en 5 zonas del país. Surgieron disidencias antes de la firma de los Acuerdos de paz, por parte de disidentes del Frente 1 de las FARC-EP y se sumaron distintos grupos independientes de disidencias, principalmente por el control del narcotráfico, enfrentadas entre sí. Pero la mayoría de los excombatientes se desmovilizaron. En 2021 las disidencias de las FARC-EP fueron incluidas en la lista de grupos terroristas de EE.UUU. Las principales son:
- Frente primero de Gentil Duarte, Iván Mordisco y Géner García Molina, alias “Jhon 40”. En el sur y occidente del país.[384][385]
- Segunda Marquetalia de Iván Márquez, Jesús Santrich y Hernán Darío Velásquez alias "El Paisa", en el sur y oriente del país.[386][387]

## Las FARC-EP en la cultura popular colombiana
Siendo uno de los grupos armados de mayor duración en el conflicto armado interno, su impacto en la cultura y el arte es notorio en producciones literarias, documentales, crónicas, musicales, entre otras por parte de sus miembros, excombatientes o víctimas y por sus acciones. Producían música con cantautores como 'Lucas Iguaran', 'Cristian Pérez', 'Horizonte Fariano', Julián Conrado (actual alcalde de Turbaco (Bolívar), electo por elección popular en 2019), entre otros. También las mujeres farianas excombatientes realizan el documental  Nunca invisibles: mujeres farianas, adiós a la guerra. Otros excombatientes de Arauca realizan la obra de teatro Desde el arte araucando caminos de reconciliación y en Putumayo, Fundación Caracolas de Paz realiza murales en “La ruta del color y la memoria.”  Artistas como Doris Salcedo en conjunto con víctimas del conflicto armado realizaron el contramonumento Fragmentos en Bogotá con armas entregadas por las FARC-EP. La exposición fotográfica de Jesús Abad Colorado retrata varios de los episodios de la guerra de este actor armado y sus implicaciones. Estas y otras iniciativas culturales se realizan como reparación, memoria histórica y reconciliación. Los excombatientes de las FARC-EP han realizado también la conformación de cooperativas como Cooperativa Multiactiva de Artistas del Común (Coomunarte), Ecomún (Economías Sociales del Común) y emprendimientos e iniciativas, como la cerveza 'La Roja'.

## Filmografía
- Río Chiquito - Jean Pierre Sergent (1965)
- Golpe de estadio. (1998)
- 50 años en el monte - Yves Billon (1999)
- Soñar no cuesta nada (2006)
- 10 días dentro de las FARC (2011).
- Operación E (2012)
- Alias María (2015)
- Cinco relatos peregrinos (2016)
- Parábola del retorno (2016)
- El silencio de los fusiles (2017)
- El fin de la guerra (2017)
- Ciro y yo (2018)
- La Negociación (2018)
- Historias de guerra (2018)
- Fragmentos (2018)
- Monos (2019)